# Wakefield (Bronx)
Wakefield is een wijk van The Bronx, New York in de Verenigde Staten. Het is een wijk in het noorden die een uitstulping in de grens met Westchester County vormt. Het was oorspronkelijk een dorp, maar in 1895 werd het geannexeerd door de stad New York. Het wordt bestuurd door de Bronx Community Board 12.

## Geschiedenis
Het gebied bestond oorspronkelijk uit bossen en weilanden en was onderdeel van Westchester County. In 1840 werd een station geopend aan de Harlem Line bij het gehucht Washingtonville. In 1889 werd het dorp Wakefield opgericht, en bevatte Washingtonville. Het werd vernoemd naar de plantage Wakefield waar George Washington was geboren.
In 1873 en 1874 werden de buurgemeenten in Westchester County door New York geannexeerd. Het plan was om geheel Westchester te annexeren in 1895, maar door tegenstand bleef het beperkt. Er werd een rechte lijn getrokken als grens met uitzondering van het dorp Wakefield, omdat de meerderheid van de bevolking voor annexatie had gestemd. De westgrens van Wakefield met Yonkers is een vreemde zigzaglijn, omdat de Bronx-rivier werd aangewezen als grens, maar de meanderende rivier is later gekanaliseerd en rechtgetrokken. In 1898 werd Wakefield onderdeel van de borough The Bronx.
In 1917 werd de metro doorgetrokken tot Nereid Avenue in Wakefield, en is in 1920 verlengd tot Wakefield-241st Street. Door de metro begon Wakefield zich te ontwikkelen als woonwijk.

## Demografie
De wijken Wakefield en Woodlawn vormen samen één censusgebied. In 2020 telden de wijken 47.657 inwoners. 14,0% van de bevolking is blank; 3,1% is Aziatisch; 53,0% is Afro-Amerikaans en 23,6% is Hispanic ongeacht ras of etnische groepering. In 2019 was het gemiddelde gezinsinkomen US$65.732, en ligt beneden het gemiddelde van de stad New York ($72.108).

## Foto's

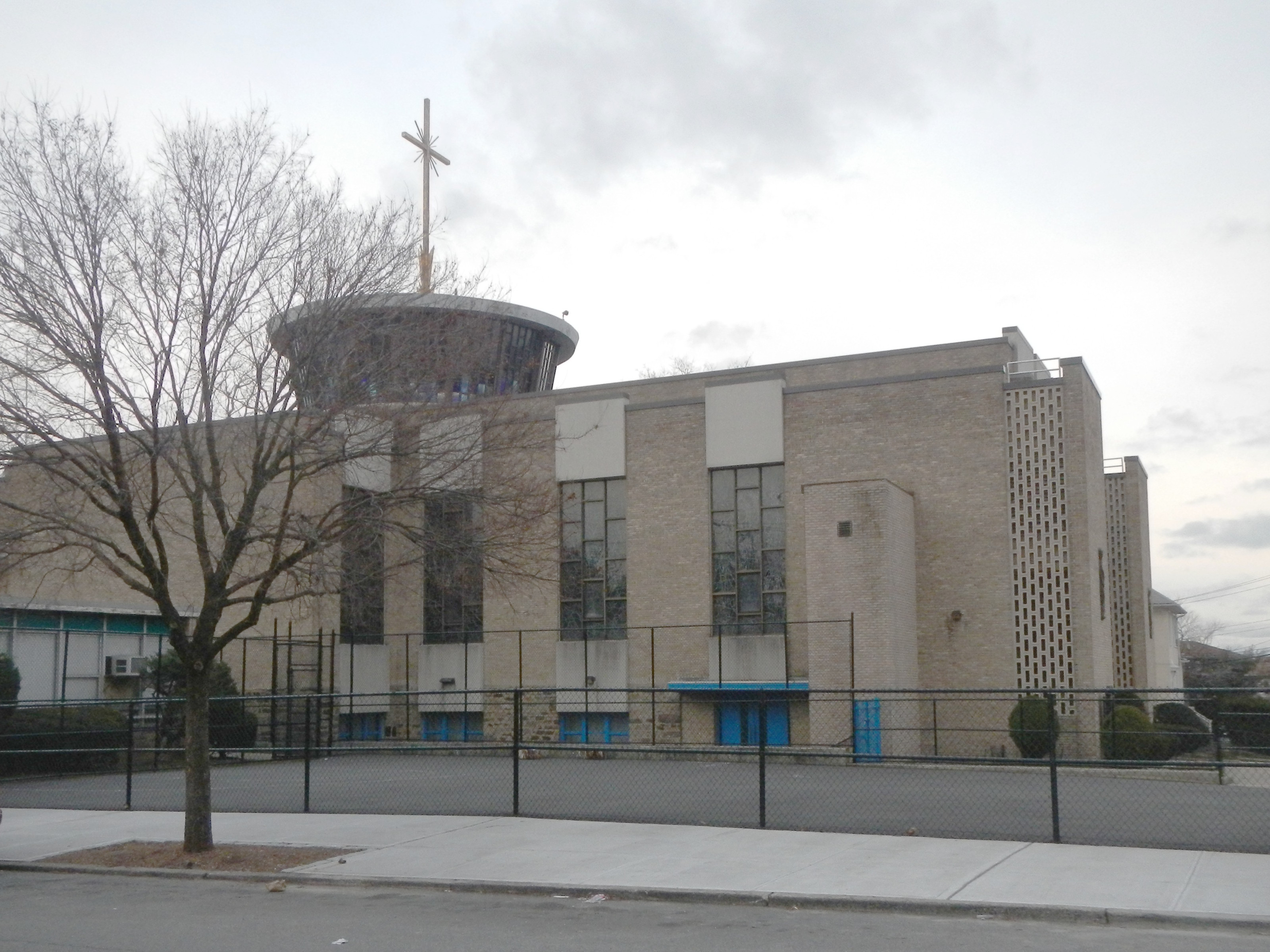
St Frances of Rome-kerk
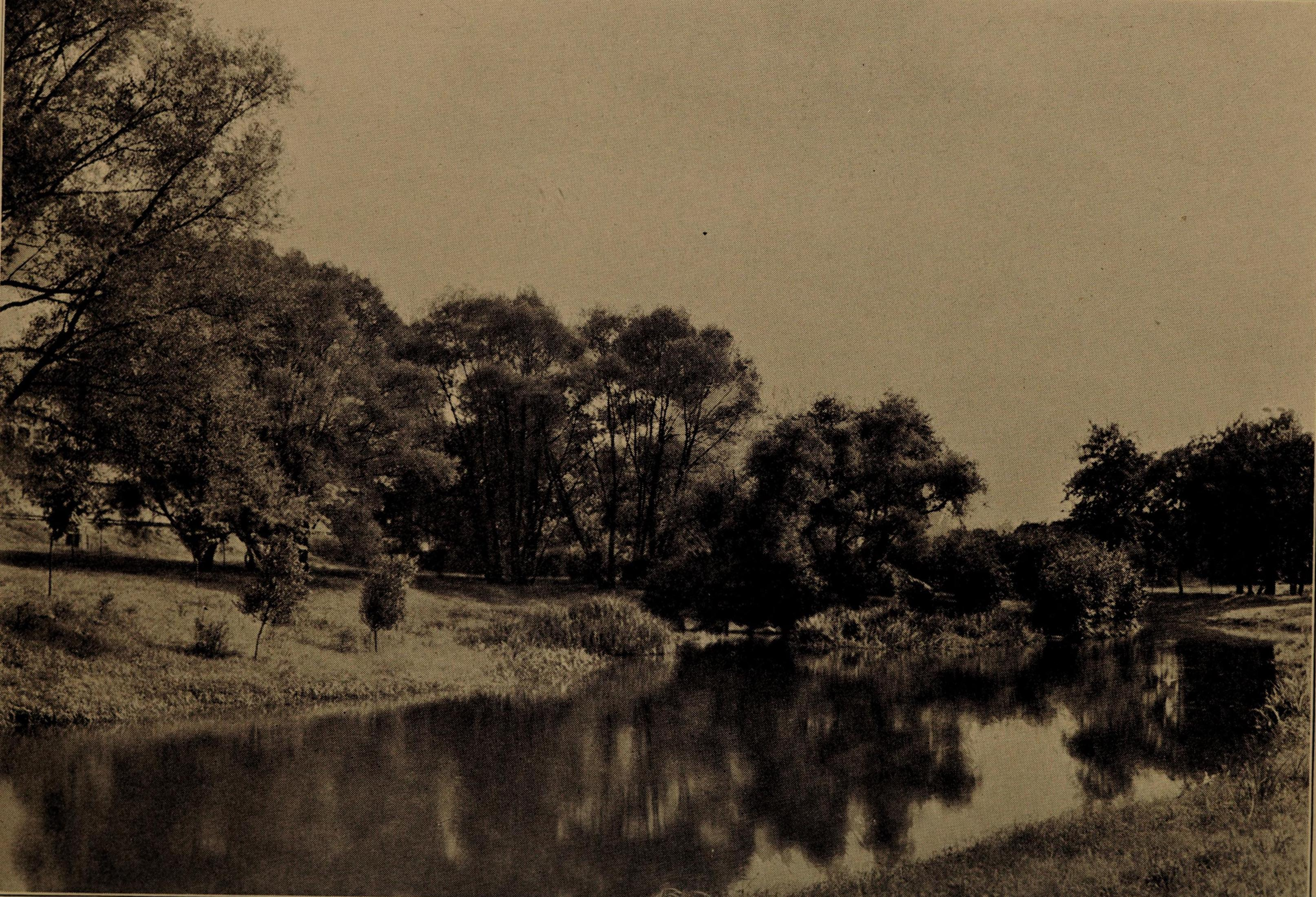
New River Channel (1923)
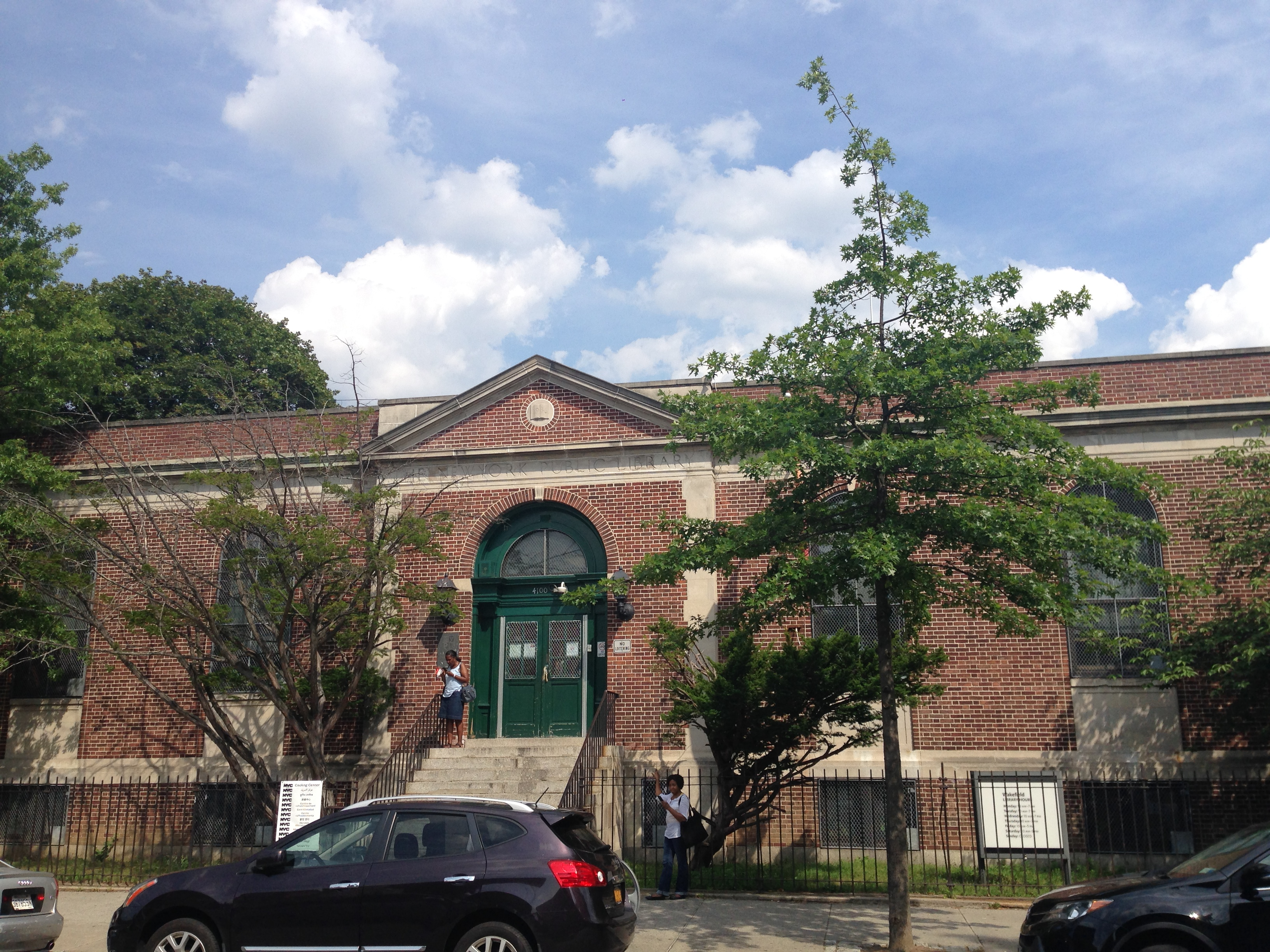
Bibliotheek van Wakefield
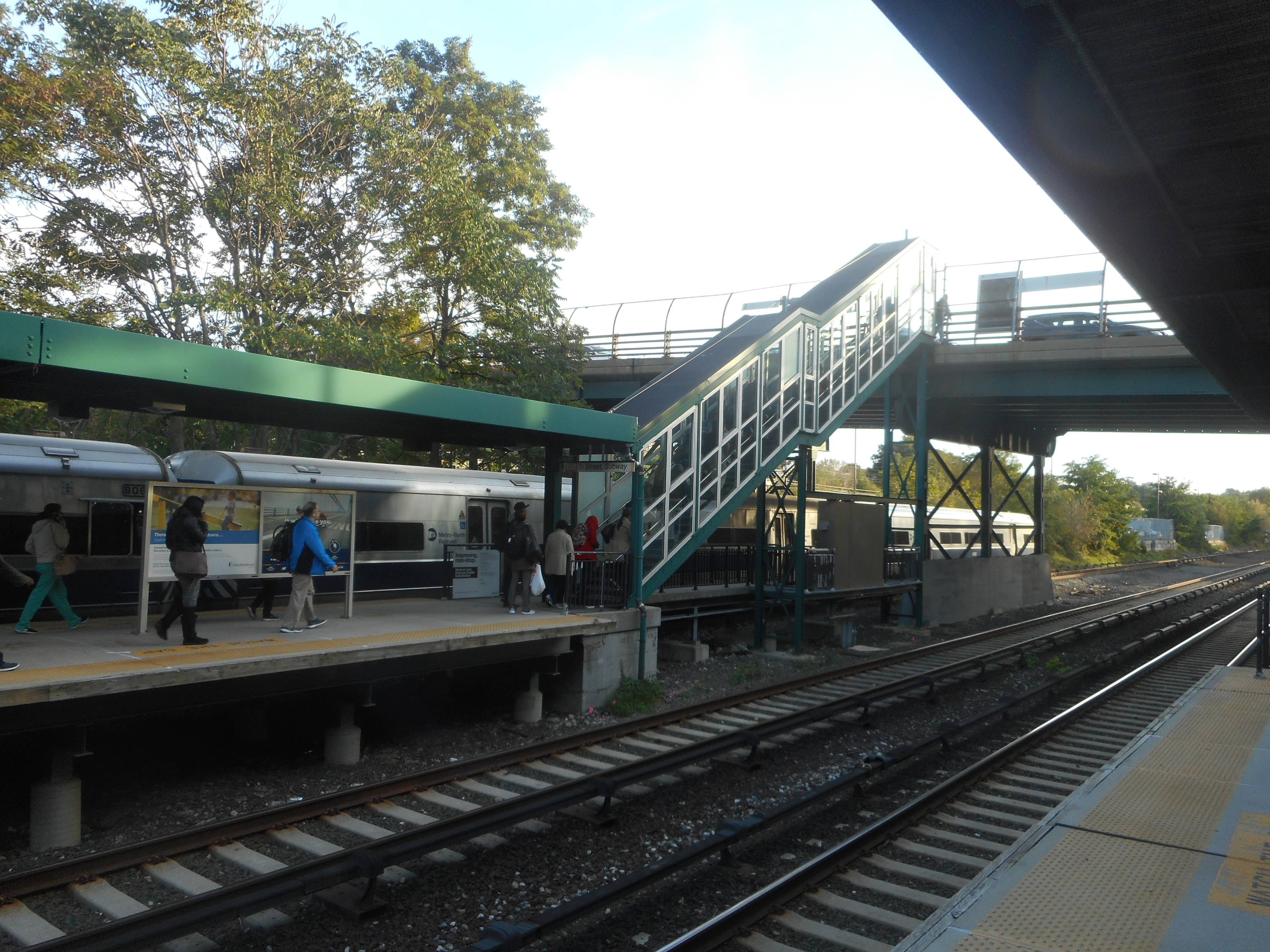
Eindstation Wakefield-241st Street

City Island · Concourse · Co-op City · Fordham · Kingsbridge · Morrisania · Parkchester · Riverdale · Spuyten Duyvil · Throgs Neck · Wakefield · West Farms